# Liste der olympischen Medaillengewinner aus Südkorea
Dies ist eine Liste der olympischen Medaillengewinner aus Südkorea. Sportler aus Südkorea nahmen das erste Mal 1948 an Olympischen Spielen teil und war seither jedes Jahr dabei, außer 1980, als das Land die Spiele boykottierte. Mit Ausnahme von 1952 haben südkoreanische Athleten seit 1948 auch an allen Winterspielen teilgenommen.
Südkorea hat bei Sommerspielen bisher 320 Medaillen gewonnen (109 × Gold, 100 × Silber und 111 × Bronze), die meisten Goldmedaillen im Bogenschießen. Bei Winterspielen gewann Südkorea 79 Medaillen (33 × Gold, 30 × Silber und 16 × Bronze), die meisten Medaillen im Shorttrack. Insgesamt konnten südkoreanische Sportler bisher 399 Medaillen (142 × Gold, 130 × Silber und 127 × Bronze) gewinnen.

## Medaillenbilanz
| Südkorea bei den Olympischen Sommerspielen                                             | Südkorea bei den Olympischen Sommerspielen | Südkorea bei den Olympischen Sommerspielen | Südkorea bei den Olympischen Sommerspielen | Südkorea bei den Olympischen Sommerspielen | Südkorea bei den Olympischen Sommerspielen |      | Südkorea bei den Olympischen Winterspielen | Südkorea bei den Olympischen Winterspielen | Südkorea bei den Olympischen Winterspielen | Südkorea bei den Olympischen Winterspielen | Südkorea bei den Olympischen Winterspielen | Südkorea bei den Olympischen Winterspielen |
| Jahr                                                                                   | Gold                                       | Silber                                     | Bronze                                     | Gesamt                                     | Rang                                       | Jahr | Gold                                       | Silber                                     | Bronze                                     | Gesamt                                     | Rang                                       |                                            |
| 1948                                                                                   | 0                                          | 0                                          | 2                                          | 2                                          | 32                                         |      | 1948                                       | 0                                          | 0                                          | 0                                          | 0                                          |                                            |
| 1952                                                                                   | 0                                          | 0                                          | 2                                          | 2                                          | 37                                         |      | 1952                                       | –                                          | –                                          | –                                          | –                                          | –                                          |
| 1956                                                                                   | 0                                          | 1                                          | 1                                          | 2                                          | 29                                         |      | 1956                                       | 0                                          | 0                                          | 0                                          | 0                                          |                                            |
| 1960                                                                                   | 0                                          | 0                                          | 0                                          | 0                                          |                                            |      | 1960                                       | 0                                          | 0                                          | 0                                          | 0                                          |                                            |
| 1964                                                                                   | 0                                          | 2                                          | 1                                          | 3                                          | 27                                         |      | 1964                                       | 0                                          | 0                                          | 0                                          | 0                                          |                                            |
| 1968                                                                                   | 0                                          | 1                                          | 1                                          | 2                                          | 36                                         |      | 1968                                       | 0                                          | 0                                          | 0                                          | 0                                          |                                            |
| 1972                                                                                   | 0                                          | 1                                          | 0                                          | 1                                          | 33                                         |      | 1972                                       | 0                                          | 0                                          | 0                                          | 0                                          |                                            |
| 1976                                                                                   | 1                                          | 1                                          | 4                                          | 6                                          | 19                                         |      | 1976                                       | 0                                          | 0                                          | 0                                          | 0                                          |                                            |
| 1980                                                                                   | –                                          | –                                          | –                                          | –                                          | –                                          |      | 1980                                       | 0                                          | 0                                          | 0                                          | 0                                          |                                            |
| 1984                                                                                   | 6                                          | 6                                          | 7                                          | 19                                         | 10                                         |      | 1984                                       | 0                                          | 0                                          | 0                                          | 0                                          |                                            |
| 1988                                                                                   | 12                                         | 10                                         | 11                                         | 33                                         | 4                                          |      | 1988                                       | 0                                          | 0                                          | 0                                          | 0                                          |                                            |
| 1992                                                                                   | 12                                         | 5                                          | 12                                         | 29                                         | 7                                          |      | 1992                                       | 2                                          | 1                                          | 1                                          | 4                                          | 10                                         |
| 1996                                                                                   | 7                                          | 15                                         | 5                                          | 27                                         | 10                                         |      | 1994                                       | 4                                          | 1                                          | 1                                          | 6                                          | 6                                          |
| 2000                                                                                   | 8                                          | 10                                         | 10                                         | 28                                         | 12                                         |      | 1998                                       | 3                                          | 1                                          | 2                                          | 6                                          | 9                                          |
| 2004                                                                                   | 9                                          | 12                                         | 9                                          | 30                                         | 9                                          |      | 2002                                       | 2                                          | 2                                          | 0                                          | 4                                          | 14                                         |
| 2008                                                                                   | 13                                         | 11                                         | 8                                          | 32                                         | 7                                          |      | 2006                                       | 6                                          | 3                                          | 2                                          | 11                                         | 7                                          |
| 2012                                                                                   | 13                                         | 9                                          | 9                                          | 31                                         | 5                                          |      | 2010                                       | 6                                          | 6                                          | 2                                          | 14                                         | 5                                          |
| 2016                                                                                   | 9                                          | 3                                          | 9                                          | 21                                         | 8                                          |      | 2014                                       | 3                                          | 3                                          | 2                                          | 8                                          | 13                                         |
| 2020                                                                                   | 6                                          | 4                                          | 10                                         | 20                                         | 16                                         |      | 2018                                       | 5                                          | 8                                          | 4                                          | 17                                         | 7                                          |
| 2024                                                                                   | 13                                         | 9                                          | 10                                         | 32                                         | 8                                          |      | 2022                                       | 2                                          | 5                                          | 2                                          | 9                                          | 14                                         |
| Gesamt                                                                                 | 109                                        | 100                                        | 111                                        | 320                                        |                                            |      | Gesamt                                     | 33                                         | 30                                         | 16                                         | 79                                         |                                            |
| \| \| Gold \| Silber \| Bronze \| Gesamt \| \| Ges. S+W \| 142 \| 130 \| 127 \| 399 \| |                                            |                                            |                                            |                                            |                                            |      |                                            |                                            |                                            |                                            |                                            |                                            |
|                                                                                        | Gold                                       | Silber                                     | Bronze                                     | Gesamt                                     |                                            |      |                                            |                                            |                                            |                                            |                                            |                                            |
| Ges. S+W                                                                               | 142                                        | 130                                        | 127                                        | 399                                        |                                            |      |                                            |                                            |                                            |                                            |                                            |                                            |

## Medaillengewinner

### A
- Ahn Byeong-keun, Judo (1-0-0)
Los Angeles 1984: Gold, Leichtgewicht Männer
- Ahn Hyun-soo, Shorttrack (3-0-1)
Turin 2006: Bronze, 500 m Männer
Turin 2006: Gold, 1000 m Männer
Turin 2006: Gold, 1500 m Männer
Turin 2006: Gold, 5000 m Staffel Männer
- Ahn Jae-hyung, Tischtennis (0-0-1)
Seoul 1988: Bronze, Doppel Männer
- An Ba-ul, Judo (0-1-2)
Rio de Janeiro 2016: Silber, Halbleichtgewicht Männer
Tokio 2020: Bronze, Halbleichtgewicht Männer
Paris 2024: Bronze, Team Mixed
- An Chang-rim, Judo (0-0-1)
Tokio 2020: Bronze, Leichtgewicht Männer
- An Dae-hyun, Ringen (0-0-1)
Seoul 1988: Bronze, Griechisch-römisch Federgewicht Männer
- An Han-bong, Ringen (1-0-0)
Barcelona 1992: Gold, Griechisch-römisch Bantamgewicht Männer
- An Jung-hwa, Handball (0-0-1)
Peking 2008: Bronze, Frauen
- An San, Bogenschießen (3-0-0)
Tokio 2020: Gold, Einzel Frauen
Tokio 2020: Gold, Team Frauen
Tokio 2020: Gold, Team Mixed
- An Sang-mi, Shorttrack (1-0-0)
Nagano 1998: Gold, Team Frauen
- An Se-young, Badminton (1-0-0)
Paris 2024: Gold, Einzel Frauen
- An Young-su, Boxen (0-1-0)
Seoul 1988: Silber, Schwergewicht Männer

### B
- Bae Min-hee, Handball (0-0-1)
Peking 2008: Bronze, Frauen
- Baek Sung-dong, Fußball (0-0-1)
London 2012: Bronze, Männer
- Baik Hyun-man, Boxen (0-1-0)
Los Angeles 1984: Silber, Weltergewicht Männer
- Baik Myung-sun, Volleyball (0-0-1)
Montreal 1976: Bronze, Frauen
- Ban Hyo-jin, Schießen (1-0-0)
Paris 2024: Gold, 10 m Luftgewehr Frauen
- Bang Dae-du, Ringen (0-0-1)
Los Angeles 1984: Bronze, Griechisch-römisch Fliegengewicht Männer
- Bang Soo-hyun, Badminton (1-1-0)
Barcelona 1992: Silber, Einzel Frauen
Atlanta 1996: Gold, Einzel Frauen
- Bong Jung-keun, Baseball (1-0-0)
Peking 2008: Gold, Männer
- Byun Chun-sa, Shorttrack (1-0-0)
Turin 2006: Gold, 3000 m Staffel Frauen
- Byon Kyung-ja, Volleyball (0-0-1)
Montreal 1976: Bronze, Frauen

### C
- Cha Dong-min, Taekwondo (1-0-1)
Peking 2008: Gold, Schwergewicht Männer
Rio de Janeiro 2016: Bronze, Schwergewicht Männer
- Cha Jae-kyung, Handball (1-0-0)
Barcelona 1992: Gold, Frauen
- Cha Young-chul, Schießen (0-1-0)
Seoul 1988: Silber, Kleinkaliber liegend Männer
- Chae Ji-hoon, Shorttrack (1-2-0)
Lillehammer 1994: Gold, 500 m Männer
Lillehammer 1994: Silber, 1000 m Männer
Nagano 1998: Silber, 5000 m Staffel Männer
- Chae Ji-hwan, Shorttrack (0-1-0)
Nagano 1998: Silber, 5000 m Staffel Männer
- Chang Eun-jung, Hockey (0-2-0)
Seoul 1988: Silber, Frauen
Atlanta 1996: Silber, Frauen
- Chang Eun-kyung, Judo (0-1-0)
Montreal 1976: Silber, Leichtgewicht Männer
- Chang Chang-sun, Ringen (0-1-0)
Tokio 1964: Silber, Freistil Fliegengewicht Männer
- Chang Hee-sook, Volleyball (0-0-1)
Montreal 1976: Bronze, Frauen
- Chang Hye-jin, Bogenschießen (2-0-0)
Rio de Janeiro 2016: Gold, Einzel Frauen
Rio de Janeiro 2016: Gold, Team Frauen
- Chang Kyou-chul, Boxen (0-0-1)
Mexiko-Stadt 1968: Bronze, Bantamgewicht Männer
- Cho Eun-hee, Handball (0-1-0)
Atlanta 1996: Silber, Frauen
- Cho Eun-jung, Hockey (0-1-0)
Atlanta 1996: Silber, Frauen
- Cho Gu-ham, Judo (0-1-0)
Tokio 2020: Silber, Halbschwergewicht Männer
- Cho Ha-ri, Shorttrack (1-0-0)
Sotschi 2014: Gold, 3000 m Staffel Frauen
- Cho In-chul, Judo (0-1-1)
Atlanta 1996: Bronze, Halbmittelgewicht Männer
Sydney 2000: Silber, Halbmittelgewicht Männer
- Cho Jea-ki, Judo (0-0-1)
Montreal 1976: Bronze, Offene Klasse Männer
- Cho Jun-ho, Judo (0-0-1)
London 2012: Bronze, Halbleichtgewicht Männer
- Cho Ki-hyang, Hockey (0-1-0)
Seoul 1988: Silber, Frauen
- Cho Min-sun, Judo (1-0-1)
Atlanta 1996: Gold, Mittelgewicht Frauen
Sydney 2000: Bronze, Mittelgewicht Frauen
- Cho Yeong-jae, Schießen (0-1-0)
Paris 2024: Silber, 25 m Schnellfeuerpistole Männer
- Cho Yong-chul, Judo (0-0-2)
Los Angeles 1984: Bronze, Schwergewicht Männer
Seoul 1988: Silber, Schwergewicht Männer
- Cho Youn-jeong, Bogenschießen (2-0-0)
Barcelona 1992: Gold, Einzel Frauen
Barcelona 1992: Gold, Team Frauen
- Choi Aei-young, Basketball (0-1-0)
Los Angeles 1984: Silber, Frauen
- Choi Byung-chul, Fechten (0-0-1)
London 2012: Bronze, Florett Einzel Männer
- Choi Choon-ok, Hockey (0-1-0)
Seoul 1988: Silber, Frauen
- Choi Eun-kyung, Shorttrack (2-2-0)
Salt Lake City 2002: Silber, 1500 m Frauen
Salt Lake City 2002: Gold, 3000 m Staffel Frauen
Turin 2006: Silber, 1500 m Frauen
Turin 2006: Gold, 3000 m Staffel Frauen
- Choi Eun-kyung, Hockey (0-1-0)
Atlanta 1996: Silber, Frauen
- Choi Eun-sook, Fechten (0-1-0)
London 2012: Silber, Degen Team Frauen
- Choi Hyun-joo, Bogenschießen (1-0-0)
London 2012: Gold, Team Frauen
- Choi Im-jeong, Handball (0-1-1)
Sydney 2004: Silber, Frauen
Peking 2008: Bronze, Frauen
- Choi In-jeong, Fechten (0-2-0)
London 2012: Silber, Degen Team Frauen
Tokio 2020: Silber, Degen Team Frauen
- Choi Young-rae, Schießen (0-1-0)
London 2012: Silber, Freie Pistole Männer
- Choi Kyung-hee, Basketball (0-1-0)
Los Angeles 1984: Silber, Frauen
- Choi Mi-soon, Hockey (0-1-0)
Atlanta 1996: Silber, Frauen
- Choi Mi-sun, Bogenschießen (1-0-0)
Rio de Janeiro 2016: Gold, Team Frauen
- Choi Min-ho, Judo (1-0-1)
Athen 2004: Bronze, Superleichtgewicht Männer
Peking 2008: Gold, Superleichtgewicht Männer
- Choi Min-jeong, Shorttrack (3-2-0)
Pyeongchang 2018: Gold, 1500 m Frauen
Pyeongchang 2018: Gold, 3000 m Staffel Frauen
Peking 2022: Gold, 1500 m Frauen
Peking 2022: Silber, 1000 m Frauen
Peking 2022: Silber, 3000 m Staffel Frauen
- Choi Min-kyung, Shorttrack (1-0-0)
Salt Lake City 2002: Gold, 3000 m Staffel Frauen
- Choi Se-bin, Fechten (0-1-0)
Paris 2024: Silber, Säbel Team Frauen
- Choi Soo-yeon, Fechten (0-0-1)
Tokio 2020: Bronze, Säbel Team Frauen
- Choi Suk-jae, Handball (0-1-0)
Seoul 1988: Silber, Männer
- Chong Tae-hyon, Baseball (1-0-1)
Sydney 2000: Bronze, Männer
Peking 2008: Gold, Männer
- Chun Byung-kwan, Gewichtheben (1-1-0)
Seoul 1988: Silber, Fliegengewicht Männer
Barcelona 1992: Gold, Fliegengewicht Männer
- Chun Chil-sung, Boxen (0-0-1)
Los Angeles 1984: Bronze, Leichtgewicht Männer
- Chun In-soo, Bogenschießen (1-0-0)
Seoul 1988: Gold, Team Männer
- Chun Lee-kyung, Shorttrack (4-1-0)
Lillehammer 1994: Gold, 1000 m Frauen
Lillehammer 1994: Gold, 3000 m Staffel Frauen
Nagano 1998: Gold, 1000 m Frauen
Nagano 1998: Silber, 500 m Frauen
Nagano 1998: Gold, 3000 m Staffel Frauen
- Chung Eun-kyung, Hockey (0-1-0)
Seoul 1988: Silber, Frauen
- Chung Hoon, Judo (0-0-1)
Barcelona 1992: Bronze, Leichtgewicht Männer
- Chung Jae-hun, Bogenschießen (0-1-0)
Barcelona 1992: Silber, Einzel Männer
- Chung Jae-won, Eisschnelllauf (0-2-0)
Pyeongchang 2018: Silber, Teamverfolgung Männer
Peking 2022: Silber, Massenstart Männer
- Chung Min-tae, Baseball (0-0-1)
Sydney 2000: Bronze, Männer
- Chung Sang-hyun, Hockey (0-1-0)
Seoul 1988: Silber, Frauen
- Chung Shin-cho, Boxen (0-1-0)
Tokio 1964: Silber, Bantamgewicht Männer
- Chung So-young, Badminton (1-0-0)
Barcelona 1992: Gold, Doppel Frauen

### D
- Dang Ye-seo, Tischtennis (0-0-1)
Peking 2008: Bronze, Team Frauen
- Do Gyeong-dong, Fechten (1-0-0)
Paris 2024: Gold, Säbel Team Männer

### G
- Gil Young-ah, Badminton (1-1-1)
Barcelona 1992: Bronze, Doppel Frauen
Atlanta 1996: Silber, Doppel Frauen
Atlanta 1996: Gold, Mixed
- Gu Bon-gil, Fechten (3-0-0)
London 2012: Gold, Säbel Team Männer
Tokio 2020: Gold, Säbel Team Männer
Paris 2024: Gold, Säbel Team Männer
- Gwak Dong-han, Judo (0-0-1)
Rio de Janeiro 2016: Bronze, Mittelgewicht Männer

### H
- Ha Hyung-joo, Judo (1-0-0)
Los Angeles 1984: Gold, Halbschwergewicht Männer
- Ha Tae-kwon, Badminton (1-0-1)
Sydney 2000: Bronze, Doppel Männer
Athen 2004: Gold, Doppel Männer
- Han Hyun-sook, Handball (1-0-0)
Seoul 1988: Gold, Frauen
- Han Hyung-bae, Hockey (0-1-0)
Sydney 2000: Silber, Männer
- Han Ju-yeop, Judo (0-0-1)
Paris 2024: Bronze, Team Mixed
- Han Keum-sil, Hockey (0-1-0)
Seoul 1988: Silber, Frauen
- Han Ki-joo, Baseball (1-0-0)
Peking 2008: Gold, Männer
- Han Myung-woo, Ringen (1-0-0)
Seoul 1988: Gold, Freistil Mittelgewicht Männer
- Han Soo-an, Boxen (0-0-1)
London 1948: Bronze, Fliegengewicht Männer
- Han Soon-chul, Boxen (0-1-0)
London 2012: Silber, Leichtgewicht Männer
- Han Sun-hee, Handball (0-1-0)
Atlanta 1996: Silber, Frauen
- Han Hwa-soo, Handball (0-1-0)
Los Angeles 1984: Silber, Frauen
- Hong Cha-ok, Tischtennis (0-0-1)
Barcelona 1992: Bronze, Doppel Frauen
- Hong Jeong-ho, Handball (1-1-1)
Barcelona 1992: Gold, Frauen
Atlanta 1996: Silber, Frauen
Peking 2008: Bronze, Frauen
- Hong Sung-heon, Baseball (0-0-1)
Sydney 2000: Bronze, Männer
- Hong Sung-sik, Boxen (0-0-1)
Barcelona 1992: Bronze, Leichtgewicht Männer
- Huh Mi-mi, Judo (0-1-1)
Paris 2024: Silber, Leichtgewicht Frauen
Paris 2024: Bronze, Team Mixed
- Huh Soon-young, Handball (0-2-1)
Atlanta 1996: Silber, Frauen
Sydney 2004: Silber, Frauen
Peking 2008: Bronze, Frauen
- Huh Young-sook, Handball (0-1-0)
Sydney 2004: Silber, Frauen
- Hwang Dae-heon, Shorttrack (1-2-0)
Pyeongchang 2018: Silber, 500 m Männer
Peking 2022: Gold, 1500 m Männer
Peking 2022: Silber, 5000 m Staffel Männer
- Hwang Hye-young, Badminton (1-0-0)
Barcelona 1992: Gold, Doppel Frauen
- Hwang Ji-man, Badminton (0-0-1)
Peking 2008: Bronze, Doppel Männer
- Hwang Jong-hyun, Hockey (0-1-0)
Sydney 2000: Silber, Männer
- Hwang Jung-oh, Judo (0-1-0)
Los Angeles 1984: Silber, Halbleichtgewicht Männer
- Hwang Keum-sook, Hockey (0-1-0)
Seoul 1988: Silber, Frauen
- Hwang Kyung-seon, Taekwondo (2-0-1)
Athen 2004: Bronze, Mittelgewicht Frauen
Peking 2008: Gold, Mittelgewicht Frauen
London 2012: Gold, Mittelgewicht Frauen
- Hwang Seok-ho, Fußball (0-0-1)
London 2012: Bronze, Männer
- Hwang Young-cho, Leichtathletik (1-0-0)
Barcelona 1992: Gold, Marathon Männer
- Hyun Sook-hee, Judo (0-1-0)
Atlanta 1996: Silber, Halbleichtgewicht Frauen

### I
- Im Ae-ji, Boxen (0-0-1)
Paris 2024: Bronze, Bantamgewicht Frauen
- Im Dong-hyun, Bogenschießen (2-0-1)
Athen 2004: Gold, Team Männer
Peking 2008: Gold, Team Männer
London 2012: Bronze, Team Männer
- Im Jyoung-hwa, Gewichtheben (0-1-0)
Peking 2008: Silber, Fliegengewicht Frauen
- In Kyo-don, Taekwondo (0-0-1)
Tokio 2020: Bronze, Schwergewicht Männer
- Park In-bee, Golf (1-0-0)
Rio de Janeiro 2016: Gold, Einzel Frauen

### J
- Jang Hye-ock, Badminton (0-1-0)
Atlanta 1996: Silber, Doppel Frauen
- Jang Jae-sung, Ringen (0-1-1)
Atlanta 1996: Silber, Freistil Federgewicht Männer
Sydney 2000: Bronze, Freistil Federgewicht Männer
- Jang Ji-won, Taekwondo (1-0-0)
Athen 2004: Gold, Leichtgewicht Frauen
- Jang Jun, Taekwondo (0-0-1)
Tokio 2020: Bronze, Fliegengewicht Männer
- Jang Mi-ran, Gewichtheben (1-1-1)
Athen 2004: Silber, Superschwergewicht Frauen
Peking 2008: Gold, Superschwergewicht Frauen
London 2012: Bronze, Superschwergewicht Frauen
- Jang Min-hee, Bogenschießen (1-0-0)
Tokio 2020: Gold, Team Frauen
- Jang Ri-ra, Handball (1-0-0)
Barcelona 1992: Gold, Frauen
- Jang So-hee, Handball (0-1-0)
Sydney 2004: Silber, Frauen
- Jang Sung-ho, Baseball (0-0-1)
Sydney 2000: Bronze, Männer
- Jang Sung-ho, Judo (0-1-0)
Athen 2004: Silber, Halbschwergewicht Männer
- Jang Won-sam, Baseball (1-0-0)
Peking 2008: Gold, Männer
- Jang Yong-ho, Bogenschießen (2-1-0)
Atlanta 1996: Silber, Team Männer
Sydney 2000: Gold, Team Männer
Athen 2004: Gold, Team Männer
- Jeang Myung-hee, Basketball (0-1-0)
Los Angeles 1984: Silber, Frauen
- Jee Yong-ju, Boxen (0-1-0)
Mexiko-Stadt 1968: Silber, Halbfliegengewicht Männer
- Jeon Da-hye, Shorttrack (1-0-0)
Turin 2006: Gold, 3000 m Staffel Frauen
- Jeon Eun-hye, Fechten (0-1-0)
Paris 2024: Silber, Säbel Team Frauen
- Jeon Ha-young, Fechten (0-1-0)
Paris 2024: Silber, Säbel Team Frauen
- Jeon Hae-sup, Ringen (0-0-1)
Montreal 1976: Bronze, Freistil Fliegengewicht Männer
- Jeon Hee-sook, Fechten (1-0-0)
London 2012: Gold, Florett Team Frauen
- Jeon Hong-kwon, Hockey (0-1-0)
Sydney 2000: Silber, Männer
- Jeon Hun-young, Bogenschießen (1-0-0)
Paris 2024: Gold, Team Frauen
- Jeon Ji-hee, Boxen (0-0-1)
Paris 2024: Bronze, Team Frauen
- Jeon Jong-ha, Hockey (0-1-0)
Sydney 2000: Silber, Männer
- Jeon Ki-young, Judo (1-0-0)
Atlanta 1996: Gold, Mittelgewicht Männer
- Jeon Young-sun, Hockey (0-1-0)
Atlanta 1996: Silber, Frauen
- Jeong Bo-kyeong, Judo (0-1-0)
Rio de Janeiro 2016: Silber, Superleichtgewicht Frauen
- Jeong Gyeong-mi, Judo (0-0-1)
Peking 2008: Bronze, Halbschwergewicht Frauen
- Jeong Hyoi-soon, Handball (0-1-0)
Los Angeles 1984: Silber, Frauen
- Jeong Keun-woo, Baseball (1-0-0)
Peking 2008: Gold, Männer
- Jeong Na-eun, Badminton (0-1-0)
Paris 2024: Silber, Doppel Mixed
- Jeung Soon-bok, Handball (0-1-0)
Los Angeles 1984: Silber, Frauen
- Ji Dong-won, Fußball (0-0-1)
London 2012: Bronze, Männer
- Ji Seong-hwan, Hockey (0-1-0)
Sydney 2000: Silber, Männer
- Jin Deok-san, Hockey (0-1-0)
Atlanta 1996: Silber, Frauen
- Jin Jong-oh, Schießen (4-2-0)
Athen 2004: Silber, Freie Pistole Männer
Peking 2008: Gold, Freie Pistole Männer
Peking 2008: Silber, Luftpistole Männer
London 2012: Gold, Luftpistole Männer
London 2012: Gold, Freie Pistole Männer
Rio de Janeiro 2016: Gold, Freie Pistole Männer
- Jin Kab-yong, Baseball (1-0-0)
Peking 2008: Gold, Männer
- Jin Pit-jung, Baseball (0-0-1)
Sydney 2000: Bronze, Männer
- Jin Sun-yu, Shorttrack (3-0-0)
Turin 2006: Gold, 1000 m Frauen
Turin 2006: Gold, 1500 m Frauen
Turin 2006: Gold, 3000 m Staffel Frauen
- Jin Won-sim, Hockey (0-1-0)
Seoul 1988: Silber, Frauen
- Jo Hae-chung, Volleyball (0-0-1)
Montreal 1976: Bronze, Frauen
- Jo Seok-hwan, Boxen (0-0-1)
Athen 2004: Bronze, Federgewicht Männer
- Joo Hyong-jun, Eisschnelllauf (0-1-0)
Sotschi 2014: Silber, Teamverfolgung Männer
- Joo Hyun-jung, Bogenschießen (1-0-0)
Peking 2008: Gold, Team Frauen
- Joo Min-jin, Shorttrack (1-0-0)
Salt Lake City 2002: Gold, 3000 m Staffel Frauen
- Joo Se-hyuk, Tischtennis (0-1-0)
London 2012: Silber, Team Männer
- Jun Jung-Lin, Bobsport (0-0-1)
Pyeongchang 2018: Bronze, Vierer Männer
- Jun Woong-tae, Moderner Fünfkampf (0-0-1)
Tokio 2020: Bronze, Männer
- Jung Bu-kyung, Judo (0-1-0)
Sydney 2000: Silber, Superleichtgewicht Männer
- Jung Gil-ok, Fechten (1-0-0)
London 2012: Gold, Florett Team Frauen
- Jung Kyung-eun, Badminton (0-0-1)
Rio de Janeiro 2016: Bronze, Doppel Frauen
- Hyun Jung-hwa, Tischtennis (1-0-2)
Seoul 1988: Gold, Doppel Frauen
Barcelona 1992: Bronze, Doppel Frauen
Barcelona 1992: Bronze, Einzel Frauen
- Jung Hyo-jung, Fechten (0-1-0)
London 2012: Silber, Degen Team Frauen
- Jung Jae-eun, Taekwondo (1-0-0)
Sydney 2000: Gold, bis 57 kg Frauen
- Jung Jae-sung, Badminton (0-0-1)
London 2012: Bronze, Doppel Männer
- Jung Ji-hyun, Ringen (1-0-0)
Athen 2004: Gold, gr.-röm. Federgewicht Männer
- Jung Jin-sun, Fechten (0-0-1)
London 2012: Bronze, Degen Einzel Männer
- Jung Soo-keun, Baseball (0-0-1)
Sydney 2000: Bronze, Männer
- Jung Soon-ok, Volleyball (0-0-1)
Montreal 1976: Bronze, Frauen
- Jung Sun-yong, Judo (0-1-0)
Atlanta 1996: Silber, Leichtgewicht Frauen
- Jung Sung-ryong, Fußball (0-0-1)
London 2012: Bronze, Männer
- Jung Sung-sook, Judo (0-0-2)
Atlanta 1996: Bronze, Halbmittelgewicht Frauen
- Jung Ye-rin, Judo (0-0-1)
Paris 2024: Bronze, Team Mixed
- Jung Woo-young, Fußball (0-0-1)
London 2012: Bronze, Männer

### K
- Kang Chae-young, Bogenschießen (1-0-0)
Tokio 2020: Gold, Team Frauen
- Kang Cho-hyun, Schießen (0-1-0)
Sydney 2000: Silber, Luftgewehr Frauen
- Kang Hee-chan, Tischtennis (0-0-1)
Barcelona 1992: Bronze, Doppel Männer
- Kang Jae-won, Handball (0-1-0)
Seoul 1988: Silber, Männer
- Kang Joon-ho, Boxen (0-0-1)
Helsinki 1952: Bronze, Bantamgewicht Männer
- Kang Min-ho, Baseball (1-0-0)
Peking 2008: Gold, Männer
- Kang Young-mi, Fechten (0-1-0)
Tokio 2020: Silber, Degen Team Frauen
- Keum Ji-hyeon, Schießen (0-1-0)
Paris 2024: Silber, 10 m Luftgewehr Mixed
- Ki Bo-bae, Bogenschießen (3-0-1)
London 2012: Gold, Team Frauen
London 2012: Gold, Einzel Frauen
Rio de Janeiro 2016: Bronze, Einzel Frauen
Rio de Janeiro 2016: Gold, Team Frauen
- Ki Mi-sook, Handball (1-0-0)
Seoul 1988: Gold, Frauen
- Ki Sung-yong, Fußball (0-0-1)
London 2012: Bronze, Männer
- Kim A-lang, Shorttrack (2-1-0)
Sotschi 2014: Gold, 3000 m Staffel Frauen
Pyeongchang 2018: Gold, 3000 m Staffel Frauen
Peking 2022: Silber, 3000 m Staffel Frauen
- Kim Bo-kyung, Fußball (0-0-1)
London 2012: Bronze, Männer
- Kim Bo-ram, Bogenschießen (0-1-0)
Atlanta 1996: Silber, Team Männer
- Kim Bo-reum, Eisschnelllauf (0-1-0)
Pyeongchang 2018: Silber, Massenstart Frauen
- Kim Bub-min, Bogenschießen (0-0-1)
London 2012: Bronze, Team Männer
- Kim Byung-joo, Judo (0-0-1)
Barcelona 1992: Bronze, Halbmittelgewicht Männer
- Kim Cha-youn, Handball (0-1-1)
Sydney 2004: Silber, Frauen
Peking 2008: Bronze, Frauen
- Kim Chang-hee, Gewichtheben (0-0-1)
Melbourne 1956: Bronze, Leichtgewicht Männer
- Kim Chang-soo, Fußball (0-0-1)
London 2012: Bronze, Männer
- Kim Chel-hwan, Hockey (0-1-0)
Sydney 2000: Silber, Männer
- Kim Cheol-min, Eisschnelllauf (0-1-0)
Sotschi 2014: Silber, Teamverfolgung Männer
- Kim Cheong-shim, Handball (0-1-0)
Atlanta 1996: Silber, Frauen
- Kim Choon-rye, Handball (1-1-0)
Los Angeles 1984: Silber, Frauen
Seoul 1988: Gold, Frauen
- Kim Chung-tae, Bogenschießen (1-0-0)
Sydney 2000: Gold, Team Männer
- Kim Dae-eun, Turnen (0-1-0)
Athen 2004: Silber, Mehrkampf Einzel Männer
- Kim Dong-hyun, Bobsport (0-0-1)
Pyeongchang 2018: Bronze, Vierer Männer
- Kim Dong-joo, Baseball (1-0-1)
Sydney 2000: Bronze, Männer
Peking 2008: Gold, Männer
- Kim Dong-moon, Badminton (2-0-1)
Atlanta 1996: Gold, Mixed
Sydney 2000: Bronze, Doppel Männer
Athen 2004: Gold, Doppel Männer
- Kim Dong-sung, Shorttrack (1-1-0)
Nagano 1998: Gold, 1000 m Männer
Nagano 1998: Silber, 5000 m Staffel Männer
- Kim Dong-wook, Shorttrack (0-1-0)
Peking 2022: Silber, 5000 m Staffel Männer
- Kim Eui-kon, Ringen (0-0-1)
Los Angeles 1984: Silber, Freistil Bantamgewicht Männer
- Kim Eui-tae, Judo (0-0-1)
Tokio 1964: Bronze, Halbmittelgewicht Männer
- Kim Eun-mi, Handball (0-1-0)
Atlanta 1996: Silber, Frauen
- Kim Eun-sook, Basketball (0-1-0)
Los Angeles 1984: Silber, Frauen
- Kim Ha-yun, Judo (0-0-2)
Paris 2024: Bronze, Schwergewicht Frauen
Paris 2024: Bronze, Team Mixed
- Kim Han-soo, Baseball (0-0-1)
Sydney 2000: Bronze, Männer
- Kim Hwa-sook, Handball (1-0-0)
Barcelona 1992: Gold, Frauen
- Kim Hwa-soon, Basketball (0-1-0)
Los Angeles 1984: Silber, Frauen
- Kim Hyeon-woo, Ringen (1-0-1)
London 2012: Gold, Freistil bis 66 kg Männer
Rio de Janeiro 2016: Gold, griechisch-römisch Weltergewicht Männer
- Kim Hyun-mee, Handball (1-0-0)
Seoul 1988: Gold, Frauen
- Kim Hyun-ok, Handball (0-1-0)
Sydney 2004: Silber, Frauen
- Kim Hyun-sung, Fußball (0-0-1)
London 2012: Bronze, Männer
- Kim Hyung-soo, Baseball (1-0-0)
Peking 2008: Gold, Männer
- Kim In-sub, Ringen (0-1-0)
Sydney 2000: Silber, griechisch-römisch Bantamgewicht Männer
- Kim Jae-bum, Judo (1-1-0)
Peking 2008: Silber, Halbmittelgewicht Männer
London 2012: Gold, Halbmittelgewicht Männer
- Kim Jae-hwan, Handball (0-1-0)
Seoul 1988: Silber, Männer
- Kim Jae-yup, Judo (1-1-0)
Los Angeles 1984: Silber, Superleichtgewicht Männer
Seoul 1988: Gold, Superleichtgewicht Männer
- Kim Jang-mi, Schießen (1-0-0)
London 2012: Gold, Sportpistole Frauen
- Kim Je-deok, Bogenschießen (3-0-0)
Tokio 2020: Gold, Team Männer
Tokio 2020: Gold, Team Mixed
Paris 2024: Gold, Team Männer
- Kim Jeong-mi, Handball (0-1-0)
Atlanta 1996: Silber, Frauen
- Kim Ji-su, Judo (0-0-1)
Paris 2024: Bronze, Team Mixed
- Kim Ji-yeon, Fechten (1-0-1)
London 2012: Gold, Säbel Einzel Frauen
Tokio 2020: Bronze, Säbel Team Frauen
- Kim Jin-ho, Bogenschießen (0-0-1)
Los Angeles 1984: Bronze, Einzel Frauen
- Kim Jo-sun, Bogenschießen (1-0-0)
Atlanta 1996: Gold, Team Frauen
- Kim Jong-hyun, Schießen (0-2-0)
London 2012: Silber, Kleinkaliber Dreistellung Männer
Rio de Janeiro 2016: Silber, Kleinkaliber liegend Männer
- Kim Jong-kyu, Ringen (0-1-0)
Los Angeles 1984: Silber, Freistil Fliegengewicht Männer
- Kim Jong-shin, Ringen (0-1-0)
Barcelona 1992: Silber, Freistil Halbfliegengewicht Männer
- Kim Jun-ho, Fechten (1-0-0)
Tokio 2020: Gold, Säbel Team Männer
- Kim Jung-chul, Hockey (0-1-0)
Sydney 2000: Silber, Männer
- Kim Jung-hwan, Fechten (2-0-2)
London 2012: Gold, Säbel Team Männer
Rio de Janeiro 2016: Bronze, Säbel Männer
Tokio 2020: Gold, Säbel Team Männer
Tokio 2020: Bronze, Säbel Einzel Männer
- Kim Jung-joo, Boxen (0-0-2)
Athen 2004: Bronze, Weltergewicht Männer
Peking 2008: Bronze, Weltergewicht Männer
- Kim Kee-hee, Fußball (0-0-1)
London 2012: Bronze, Männer
- Kim Ki-hoon, Shorttrack (3-0-0)
Albertville 1992: Gold, 1000 m Männer
Albertville 1992: Gold, 5000 m Staffel Männer
Lillehammer 1994: Gold, 1000 m Männer
- Kim Ki-tae, Baseball (0-0-1)
Sydney 2000: Bronze, Männer
- Kim Ki-taik, Tischtennis (0-1-0)
Seoul 1988: Silber, Einzel Männer
- Kim Kwang-hyun, Baseball (1-0-0)
Peking 2008: Gold, Männer
- Kim Kwang-sun, Boxen (1-0-0)
Seoul 1988: Gold, Fliegengewicht Männer
- Kim Kyong-hun, Taekwondo (1-0-0)
Sydney 2000: Gold, Schwergewicht Männer
- Kim Kyung-ah, Tischtennis (0-0-2)
Athen 2004: Bronze, Einzel Frauen
Peking 2008: Bronze, Team Frauen
- Kim Kyung-seok, Hockey (0-1-0)
Sydney 2000: Silber, Männer
- Kim Kyung-soon, Handball (1-1-0)
Los Angeles 1984: Silber, Frauen
Seoul 1988: Gold, Frauen
- Kim Kyung-wook, Bogenschießen (2-0-0)
Atlanta 1996: Gold, Team Frauen
Atlanta 1996: Gold, Einzel Frauen
- Kim Mi-jung, Judo (1-0-0)
Barcelona 1992: Gold, Halbschwergewicht Frauen
- Kim Mi-sim, Handball (0-1-0)
Atlanta 1996: Silber, Frauen
- Kim Mi-sook, Handball (0-1-0)
Los Angeles 1984: Silber, Frauen
- Kim Mi-sun, Hockey (0-1-0)
Seoul 1988: Silber, Frauen
- Kim Min-jae, Gewichtheben (0-1-0)
London 2012: Silber, Mittelgewicht Männer
- Kim Min-jae, Baseball (1-0-0)
Peking 2008: Gold, Männer
- Kim Min-jong, Judo (0-1-1)
Paris 2024: Silber, Schwergewicht Männer
Paris 2024: Bronze, Team Mixed
- Kim Min-jung, Schießen (0-1-0)
Tokio 2020: Silber, 25 m Sportpistole Frauen
- Kim Min-seok, Eisschnelllauf (0-1-2)
Pyeongchang 2018: Bronze, 1500 m Männer
Pyeongchang 2018: Silber, Teamverfolgung Männer
- Chung Jae-won, Eisschnelllauf (0-2-0)
Pyeongchang 2018: Silber, Teamverfolgung Männer
Peking 2022: Bronze, 1500 m Männer
- Kim Min-soo, Judo (0-1-0)
Atlanta 1996: Silber, Halbschwergewicht Männer
- Kim Moo-kyo, Tischtennis (0-0-1)
Sydney 2000: Bronze, Doppel Frauen
- Kim Moon-soo, Badminton (1-0-0)
Barcelona 1992: Gold, Doppel Männer
- Kim Myung-ok, Hockey (0-1-0)
Atlanta 1996: Silber, Frauen
- Kim Myung-soon, Handball (1-0-0)
Seoul 1988: Gold, Frauen
- Kim Nam-soon, Bogenschießen (1-1-0)
Sydney 2000: Silber, Einzel Frauen
Sydney 2000: Gold, Team Frauen
- Kim Nam-sun, Handball (0-0-1)
Peking 2008: Bronze, Frauen
- Kim On-a, Handball (0-0-1)
Peking 2008: Bronze, Frauen
- Kim Ok-hwa, Handball (0-1-0)
Los Angeles 1984: Silber, Frauen
- Kim Rang, Handball (0-1-0)
Atlanta 1996: Silber, Frauen
- Kim Ryang-hee, Shorttrack (2-0-0)
Lillehammer 1994: Gold, 3000 m Staffel Frauen
Nagano 1998: Gold, 3000 m Staffel Frauen
- Kim Sang-kyu, Ringen (0-0-1)
Seoul 1988: Bronze, griechisch-römisch Mittelgewicht Männer
- Kim Seon-young, Judo (0-0-1)
Sydney 2000: Bronze, Schwergewicht Frauen
- Kim Seoung-il, Shorttrack (0-1-0)
Vancouver 2010: Silber, 5000 m Staffel Männer
- Kim Seong-jip, Gewichtheben (0-0-2)
London 1948: Bronze, Mittelgewicht Männer
Helsinki 1952: Bronze, Mittelgewicht Männer
- Kim So-hee, Shorttrack (2-0-1)
Nagano 1998: Gold, 3000 m Staffel Frauen
Lillehammer 1994: Bronze, 1000 m Frauen
Lillehammer 1994: Gold, 3000 m Staffel Frauen
- Kim So-hui, Taekwondo (1-0-0)
Rio de Janeiro 2016: Gold, Fliegengewicht  Frauen
- Kim So-young, Badminton (0-0-1)
Tokio 2020: Bronze, Doppel Frauen
- Kim Soo-kyung, Baseball (0-0-1)
Sydney 2000: Bronze, Männer
- Kim Soo-nyung, Bogenschießen (4-1-1)
Seoul 1988: Gold, Team Frauen
Seoul 1988: Silber, Einzel Frauen
Barcelona 1992: Silber, Einzel Frauen
Barcelona 1992: Gold, Team Frauen
Sydney 2000: Bronze, Einzel Frauen
Sydney 2000: Gold, Team Frauen
- Kim Soon-duk, Hockey (0-1-0)
Seoul 1988: Silber, Frauen
- Kim Sung-moon, Ringen (0-1-0)
Seoul 1988: Silber, griechisch-römisch Leichtgewicht Männer
- Kim Tae-hun, Taekwondo (0-0-1)
Rio de Janeiro 2016: Bronze, Fliegengewicht  Männer
- Kim Tae-gyun, Baseball (0-0-1)
Sydney 2000: Bronze, Männer
- Kim Tae-woo, Ringen (0-0-1)
Seoul 1988: Bronze, Freistil Halbschwergewicht Männer
- Kim Tae-yun, Eisschnelllauf (0-0-1)
Pyeongchang 2018: Bronze, 1000 m Männer
- Kim Taek-soo, Tischtennis (0-0-2)
Barcelona 1992: Bronze, Einzel Männer
Barcelona 1992: Bronze, Doppel Männer
- Kim Weon-kee, Ringen (1-0-0)
Los Angeles 1984: Gold, griechisch-römisch Federgewicht Männer
- Kim Won-ho, Badminton (0-1-0)
Paris 2024: Silber, Doppel Mixed
- Kim Won-jin, Judo (0-0-1)
Paris 2024: Bronze, Team Mixed
- Kim Woo-jin, Bogenschießen (5-0-0)
Rio de Janeiro 2016: Gold, Team Männer
Tokio 2020: Gold, Team Männer
Paris 2024: Gold, Team Männer
Paris 2024: Gold, Einzel Männer
Paris 2024: Gold, Team Mixed
- Kim Woo-min, Schwimmen (0-1-0)
Paris 2024: Gold, 400 m Freistil Männer
- Kim Ye-ji, Schießen (0-1-0)
Paris 2024: Silber, 10 m Luftpistole Frauen
- Kim Ye-jin, Shorttrack (1-0-0)
Pyeongchang 2018: Gold, 3000 m Staffel Frauen
- Kim Yong-bae, Hockey (0-1-0)
Sydney 2000: Silber, Männer
- Kim Yoon, Hockey (0-1-0)
Sydney 2000: Silber, Männer
- Kim Yoon-man, Eisschnelllauf (0-1-0)
Albertville 1992: Silber, 1000 m Männer
- Kim Yoon-mi, Shorttrack (2-0-0)
Lillehammer 1994: Gold, 3000 m Staffel Frauen
Nagano 1998: Gold, 3000 m Staffel Frauen
- Kim Young-hee, Basketball (0-1-0)
Los Angeles 1984: Silber, Frauen
- Kim Young-ho, Fechten (1-0-0)
Sydney 2000: Gold, Florett Einzel Männer
- Kim Young-gwon, Fußball (0-0-1)
London 2012: Bronze, Männer
- Kim Young-nam, Ringen (1-0-0)
Seoul 1988: Gold, griechisch-römisch Weltergewicht Männer
- Kim Young-sook, Hockey (0-1-0)
Seoul 1988: Silber, Hockey Frauen
- Kim Yu-jin, Taekwondo (1-0-0)
Paris 2024: Gold, Federgewicht Frauen
- Kim Yuna, Eiskunstlauf (1-1-0)
Vancouver 2010: Gold, Frauen
Sotschi 2014: Silber, Frauen
- Ko Gi-hyun, Shorttrack (1-1-0)
Salt Lake City 2002: Silber, 1000 m Frauen
Salt Lake City 2002: Gold, 1500 m Frauen
- Kong Sang-jeong, Shorttrack (1-0-0)
Sotschi 2014: Gold, 3000 m Staffel Frauen
- Ko Young-min, Baseball (1-0-0)
Peking 2008: Gold, Männer
- Koh Suk-chang, Handball (0-1-0)
Seoul 1988: Silber, Männer
- Kong Hee-yong, Badminton (0-0-1)
Tokio 2020: Bronze, Doppel Frauen
- Kong Keon-wook, Hockey (0-1-0)
Sydney 2000: Silber, Männer
- Koo Dae-sung, Baseball (0-0-1)
Sydney 2000: Bronze, Männer
- Koo Ja-cheol, Fußball (0-0-1)
London 2012: Bronze, Männer
- Ku Bon-chan, Bogenschießen (2-0-0)
Rio de Janeiro 2016: Gold, Einzel Männer
Rio de Janeiro 2016: Gold, Team Männer
- Kwag Hye-jeong, Handball (0-1-0)
Atlanta 1996: Silber, Frauen
- Kwak Dae-sung, Judo (0-1-0)
Atlanta 1996: Silber, Leichtgewicht Männer
- Kwak Yoon-gy, Shorttrack (0-2-0)
Vancouver 2010: Silber, 5000 m Staffel Männer
Peking 2022: Silber, 5000 m Staffel Männer
- Kweon Young-jun, Fechten (0-0-1)
Tokio 2020: Bronze, Degen Team Männer
- Kwon Chang-sook, Hockey (0-1-0)
Atlanta 1996: Silber, Frauen
- Kwon Hyuk, Baseball (1-0-0)
Peking 2008: Gold, Männer
- Kwon Soo-hyun, Hockey (0-1-0)
Atlanta 1996: Silber, Frauen.

### L
- Lee Bae-yeong, Gewichtheben (0-1-0)
Athen 2004: Silber, Leichtgewicht Männer
- Lee Bum-young, Fußball (0-0-1)
London 2012: Bronze, Männer
- Lee Bo-na, Schießen (0-1-1)
Athen 2004: Silber, Doppeltrap Frauen
Athen 2004: Bronze, Trap Frauen
- Lee Bong-ju, Leichtathletik (0-1-0)
Atlanta 1996: Silber, Marathon Männer
- Lee Byung-kyu, Baseball (0-0-1)
Sydney 2000: Bronze, Männer
- Lee Chang-hwan, Bogenschießen (1-0-0)
Peking 2008: Gold, Team Männer
- Lee Chul-seung, Tischtennis (0-0-2)
Barcelona 1992: Bronze, Doppel Männer
Atlanta 1996: Bronze, Doppel Männer
- Lee Da-bin, Taekwondo (0-1-1)
Tokio 2020: Silber, Schwergewicht Frauen
Paris 2024: Bronze, Schwergewicht Frauen
- Lee Dae-ho, Baseball (1-0-0)
Peking 2008: Gold, Männer
- Lee Dae-hoon, Taekwondo (0-1-1)
London 2012: Silber, Fliegengewicht Männer
Rio de Janeiro 2016: Bronze, Federgewicht Männer
- Lee Dong-soo, Badminton (0-2-0)
Sydney 2000: Silber, Doppel Männer
Athen 2004: Gold, Doppel Männer
- Lee Eun-byul, Shorttrack (0-1-0)
Vancouver 2010: Silber, 1500 m Frauen
- Lee Eun-chul, Schießen (1-0-0)
Barcelona 1992: Gold, Kleinkaliber liegend Männer
- Lee Eun-hye, Tischtennis (0-0-1)
Paris 2024: Bronze, Team Frauen
- Lee Eun-kyung, Bogenschießen (1-0-0)
Barcelona 1992: Gold, Team Frauen
- Lee Eun-kyung, Hockey (0-1-0)
Atlanta 1996: Silber, Frauen
- Lee Eun-sil, Tischtennis (0-1-0)
Athen 2004: Silber, Doppel Frauen
- Lee Eun-young, Hockey (0-1-0)
Atlanta 1996: Silber, Frauen
- Lee Gong-joo, Handball (0-1-0)
Sydney 2004: Silber, Frauen
- Lee Han-sup, Bogenschießen (1-0-0)
Seoul 1988: Gold, Team Männer
- Lee Ho-eung, Shorttrack (0-1-0)
Nagano 1998: Silber, 5000 m Staffel Männer
- Lee Ho-suk, Shorttrack (1-4-0)
Turin 2006: Silber, 1000 m Männer
Turin 2006: Silber, 1500 m Männer
Turin 2006: Gold, 1500 m Staffel Männer
Vancouver 2010: Silber, 1000 m Männer
Vancouver 2010: Silber, 5000 m Staffel Männer
- Lee Ho-youn, Handball (1-0-0)
Barcelona 1992: Gold, Frauen
- Lee Hye-in, Fechten (0-1-0)
Tokio 2020: Silber, Degen Team Frauen
- Lee Hyo-jung, Badminton (1-1-0)
Peking 2008: Silber, Doppel Frauen
Peking 2008: Gold, Mixed
- Lee Hye-kyeong, Judo (0-0-1)
Paris 2024: Bronze, Team Mixed
- Lee Hyung-kun, Gewichtheben (0-0-1)
Seoul 1988: Bronze, Halbschwergewicht Männer
- Lee Hyung-sook, Basketball (0-1-0)
Los Angeles 1984: Silber, Frauen
- Lee Jae-hyuk, Boxen (0-0-1)
Seoul 1988: Bronze, Federgewicht Männer
- Lee Jae-jin, Badminton (0-0-1)
Peking 2008: Bronze, Doppel Männer
- Lee Jae-suk, Ringen (0-0-1)
Seoul 1988: Bronze, griechisch-römisch Fliegengewicht Männer
- Lee Ji-young, Hockey (0-1-0)
Atlanta 1996: Silber, Frauen
- Lee Jin-young, Baseball (1-0-0)
Peking 2008: Gold, Männer
- Lee Jong-wook, Baseball (1-0-0)
Peking 2008: Gold, Männer
- Lee Joo-hyung, Turnen (0-1-1)
Sydney 2000: Silber, Barren Männer
Sydney 2000: Bronze, Reck Männer
- Lee Joon-ho, Shorttrack (1-0-1)
Albertville 1992: Bronze, 1000 m Männer
Albertville 1992: Gold, 5000 m Staffel Männer
- Lee Joon-hwan, Judo (0-0-2)
Paris 2024: Bronze, Halbmittelgewicht Männer
Paris 2024: Bronze, Team Mixed
- Lee Jun-hwan, Shorttrack (0-1-0)
Nagano 1998: Silber, 5000 m Staffel Männer
- Lee June-seo, Shorttrack (0-1-0)
Peking 2022: Silber, 5000 m Staffel Männer
- Lee Jung-keun, Ringen (0-0-1)
Los Angeles 1984: Bronze, Freistil Federgewicht Männer
- Lee Jung-su, Shorttrack (2-1-0)
Vancouver 2010: Gold, 1000 m Männer
Vancouver 2010: Gold, 1500 m Männer
Vancouver 2010: Silber, 5000 m Staffel Männer
- Lee Kang-seok, Eisschnelllauf (0-0-1)
Turin 2006: Bronze, 500 m Männer
- Lee Ki-soon, Handball (1-0-0)
Seoul 1988: Gold, Frauen
- Lee Kyung-keun, Judo (1-0-0)
Seoul 1988: Gold, Halbleichtgewicht Männer
- Lee Kyung-won, Badminton (0-1-1)
Athen 2004: Bronze, Doppel Frauen
Peking 2008: Silber, Doppel Frauen
- Lee Mi-ja, Basketball (0-1-0)
Los Angeles 1984: Silber, Frauen
- Lee Mi-young, Handball (1-0-0)
Barcelona 1992: Gold, Frauen
- Lee Min-hee, Handball (0-0-1)
Peking 2008: Bronze, Frauen
- Lee Sang-eun, Handball (0-2-0)
Atlanta 1996: Silber, Frauen
Athen 2004: Silber, Frauen
- Lee Sang-ho, Snowboard (0-1-0)
Pyeongchang 2018: Silber, Parallel-Riesenslalom Männer
- Lee Sang-hwa, Eisschnelllauf (2-1-0)
Vancouver 2010: Gold, 500 m Frauen
Sotschi 2014: Gold, 500 m Frauen
Pyeongchang 2018: Silber, 500 m Frauen
- Lee Sang-hyo, Handball (0-1-0)
Seoul 1988: Silber, Männer
- Lee Sang-ki, Fechten (0-0-1)
Sydney 2000: Bronze, Degen Einzel Männer
- Lee Seung-bae, Boxen (0-1-1)
Barcelona 1992: Bronze, Mittelgewicht Männer
Barcelona 1992: Silber, Halbschwergewicht Männer
- Lee Seung-ho, Baseball (0-0-1)
Sydney 2000: Bronze, Männer
- Lee Seung-hoon, Eisschnelllauf (2-3-1)
Vancouver 2010: Gold, 10.000 m Männer
Vancouver 2010: Silber, 5000 m Männer
Sotschi 2014: Silber, Teamverfolgung Männer
Pyeongchang 2018: Gold, Massenstart
Pyeongchang 2018: Silber, Teamverfolgung Männer
Peking 2022: Bronze, Massenstart Männer
- Lee Seung-yeop, Baseball (1-0-1)
Sydney 2000: Bronze, Männer
Peking 2008: Gold, Männer
- Lee Seung-yun, Bogenschießen (1-0-0)
Rio de Janeiro 2016: Gold, Team Männer
- Lee Soon-bok, Volleyball (0-0-1)
Montreal 1976: Bronze, Frauen
- Lee Soon-ei, Handball (0-1-0)
Los Angeles 1984: Silber, Frauen
- Lee Soon-ok, Volleyball (0-0-1)
Montreal 1976: Bronze, Frauen
- Lee Sun-hee, Taekwondo (1-0-0)
Sydney 2000: Gold, Mittelgewicht Frauen
- Lee Sung-jin, Bogenschießen (2-1-0)
Athen 2004: Gold, Team Frauen
Athen 2004: Silber, Einzel Frauen
London 2012: Gold, Team Frauen
- Lee Taek-keun, Baseball (1-0-0)
Peking 2008: Gold, Männer
- Lee Won-hee, Judo (1-0-0)
Athen 2004: Gold, Leichtgewicht Männer
- Lee Woo-seok, Bogenschießen (1-0-1)
Paris 2024: Gold, Team Männer
Paris 2024: Bronze, Einzel Männer
- Lee Yong-dae, Badminton (1-0-1)
Peking 2008: Gold, Mixed
London 2012: Bronze, Doppel Männer
- Lee Yong-kyu, Baseball (1-0-0)
Peking 2008: Gold, Männer
- Lee Young-ja, Handball (0-1-0)
Los Angeles 1984: Silber, Frauen
- Lee Yu-bin, Shorttrack (1-1-0)
Pyeongchang 2018: Gold, 3000 m Staffel Frauen
Peking 2022: Silber, 3000 m Staffel Frauen
- Lim Chang-yong, Baseball (0-0-1)
Sydney 2000: Bronze, Männer
- Lim Hyo-jun, Shorttrack (1-0-1)
Pyeongchang 2018: Bronze, 500 m Männer
Pyeongchang 2018: Gold, 1500 m Männer
- Lim Jeong-sook, Hockey (0-1-0)
Atlanta 1996: Silber, Frauen
- Lim Jin-suk, Handball (0-1-0)
Seoul 1988: Silber, Männer
- Lim Jong-chun, Hockey (0-1-0)
Sydney 2000: Silber, Männer
- Lim Jung-woo, Hockey (0-1-0)
Sydney 2000: Silber, Männer
- Lim Kye-sook, Hockey (0-1-0)
Seoul 1988: Silber, Frauen
- Lim Mi-kyung, Handball (1-0-0)
Seoul 1988: Gold, Frauen
- Lim O-kyeong, Handball (1-2-0)
Barcelona 1992: Gold, Frauen
Atlanta 1996: Silber, Frauen
Athen 2004: Silber, Frauen
- Lim Si-hyeon, Bogenschießen (3-0-0)
Paris 2024: Gold, Team Frauen
Paris 2024: Gold, Team Mixed
Paris 2024: Gold, Einzel Frauen
- Lim Su-jeong, Taekwondo (1-0-0)
Peking 2008: Gold, Leichtgewicht Frauen
- Lim Sun-dong, Baseball (0-0-1)
Sydney 2000: Bronze, Männer
- Lim Jong-hoon, Tischtennis (0-0-1)
Paris 2024: Bronze, Doppel Mixed

### M
- Ma Kum-ja, Volleyball (0-0-1)
Montreal 1976: Bronze, Frauen
- Ma Se-geon, Fechten (0-0-1)
Tokio 2020: Bronze, Degen Team Männer
- Min Hye-sook, Handball (1-0-0)
Barcelona 1992: Gold, Frauen
- Cha Min-kyu, Eisschnelllauf (0-2-0)
Pyeongchang 2018: Silber, 500 m Männer
Peking 2022: Silber, 500 m Männer
- Min Kyung-kap, Ringen (0-0-1)
Barcelona 1992: Bronze, griechisch-römisch Fliegengewicht Männer
- Mo Ji-soo, Shorttrack (1-0-0)
Albertville 1992: Gold, 5000 m Staffel Männer
- Mo Tae-bum, Eisschnelllauf (1-1-0)
Vancouver 2010: Gold, 500 m Männer
Vancouver 2010: Silber, 1000 m Männer
- Moon Dae-sung, Taekwondo (1-0-0)
Athen 2004: Gold, Schwergewicht Männer
- Moon Eui-jae, Ringen (0-2-0)
Sydney 2000: Silber, Freistil Weltergewicht Männer
Athen 2004: Silber, Freistil Mittelgewicht Männer
- Moon Hyang-ja, Handball (1-1-0)
Barcelona 1992: Gold, Frauen
Atlanta 1996: Silber, Frauen
- Moon Kyeong-ha, Handball (0-1-0)
Athen 2004: Silber, Frauen
- Moon Kyung-ja, Basketball (0-1-0)
Los Angeles 1984: Silber, Frauen
- Moon Pil-hee, Handball (0-1-1)
Athen 2004: Silber, Frauen
Peking 2008: Bronze, Frauen
- Myoung Bok-hee, Handball (0-1-0)
Sydney 2004: Silber, Frauen

### N
- Nam Eun-young, Handball (1-0-0)
Barcelona 1992: Gold, Frauen
- Nam Hyun-hee, Fechten (1-1-0)
Peking 2008: Silber, Florett Einzel Frauen
London 2012: Gold, Florett Team Frauen
- Nam Su-hyeon, Bogenschießen (1-1-0)
Paris 2024: Gold, Team Frauen
Paris 2024: Silber, Einzel Frauen
- Nam Tae-hee, Fußball (0-0-1)
London 2012: Bronze, Männer
- Noh Hyun-suk, Handball (0-1-0)
Seoul 1988: Silber, Männer
- Noh Kyung-sun, Ringen (0-0-1)
Seoul 1988: Bronze, Freistil Bantamgewicht Männer

### O
- Oh Eun-seok, Fechten (1-0-0)
London 2012: Gold, Säbel Team Männer
- Oh Ha-na, Fechten (1-0-0)
London 2012: Gold, Florett Team Frauen
- Oh Hye-ri, Taekwondo (1-0-0)
Rio de Janeiro 2016: Gold, Mittelgewicht Frauen
- Oh Jae-suk, Fußball (0-0-1)
London 2012: Bronze, Männer
- Oh Jin-hyek, Bogenschießen (2-0-1)
London 2012: Bronze, Team Männer
London 2012: Gold, Einzel Männer
Tokio 2020: Gold, Team Männer
- Oh Kyo-moon, Bogenschießen (1-1-1)
Atlanta 1996: Bronze, Team Männer
Atlanta 1996: Silber, Team Männer
Sydney 2000: Gold, Team Männer
- Oh Sang-eun, Tischtennis (0-1-1)
Peking 2008: Bronze, Team Männer
London 2012: Silber, Team Männer
- Oh Sang-uk, Fechten (3-0-0)
Tokio 2020: Gold, Säbel Team Männer
Paris 2024: Gold, Säbel Männer
Paris 2024: Gold, Säbel Team Männer
- Oh Seong-ok, Handball (0-1-1)
Sydney 2004: Silber, Frauen
Peking 2008: Bronze, Frauen
- Oh Seung-hwan, Baseball (1-0-0)
Peking 2008: Gold, Männer
- Oh Seung-lip, Judo (0-1-0)
München 1972: Silber, Mittelgewicht Männer
- Oh Seung-shin, Hockey (0-1-0)
Atlanta 1996: Silber, Frauen
- Oh Seong-ok, Handball (1-1-0)
Barcelona 1992: Gold, Frauen
Atlanta 1996: Silber, Frauen
- Oh Ye-jin, Schießen (1-0-0)
Paris 2024: Gold, 10 m Luftpistole Frauen
- Oh Yong-ran, Handball (0-1-0)
Sydney 2004: Silber, Frauen
- Oh Young-ki, Handball (0-1-0)
Seoul 1988: Silber, Männer
- Oh Young-ran, Handball (0-0-1)
Peking 2008: Bronze, Frauen

### P
- Park Chan-sook, Basketball (0-1-0)
Los Angeles 1984: Silber, Frauen
- Park Chu-young, Fußball (0-0-1)
London 2012: Bronze, Männer
- Park Chung-hee, Handball (0-0-1)
Peking 2008: Bronze, Frauen
- Park Do-hun, Handball (0-1-0)
Seoul 1988: Silber, Männer
- Park Eun-chul, Ringen (0-0-1)
Peking 2008: Bronze, gr.-röm. Bantamgewicht Männer
- Park Hae-jung, Tischtennis (0-0-1)
Atlanta 1996: Bronze, Doppel Frauen
- Park Ha-jun, Schießen (0-1-0)
Paris 2024: Silber, 10 m Luftgewehr Mixed
- Park Hye-jeong, Gewichtheben (0-1-0)
Paris 2024: Silber, Superschwergewicht Frauen
- Park Hye-won, Shorttrack (1-0-0)
Salt Lake City 2002: Gold, 3000 m Staffel Frauen
- Park Jae-hong, Baseball (0-0-1)
Sydney 2000: Bronze, Männer
- Park Jang-soon, Ringen (1-2-0)
Seoul 1988: Silber, Freistil Leichtgewicht Männer
Barcelona 1992: Gold, Freistil Weltergewicht Männer
Atlanta 1996: Silber, Freistil Weltergewicht Männer
- Park Jang-hyuk, Shorttrack (0-1-0)
Peking 2022: Silber, 5000 m Staffel Männer
- Park Jeong-lim, Handball (1-1-0)
Barcelona 1992: Gold, Frauen
Atlanta 1996: Silber, Frauen
- Park Jin-man, Baseball (1-0-1)
Sydney 2000: Bronze, Männer
Peking 2008: Gold, Männer
- Park Jong-ho, Baseball (0-0-1)
Sydney 2000: Bronze, Männer
- Park Jong-hoon, Turnen (0-0-1)
Seoul 1988: Bronze, Pferdsprung Männer
- Park Jong-woo, Fußball (0-0-1)
London 2012: Bronze, Männer
- Park Joo-bong, Badminton (1-1-0)
Barcelona 1992: Gold, Doppel Männer
Atlanta 1996: Silber, Mixed
- Park Kap-sook, Handball (1-0-0)
Barcelona 1992: Gold, Frauen
- Park Kyung-mo, Bogenschießen (2-1-0)
Athen 2004: Gold, Team Männer
Peking 2008: Gold, Team Männer
Peking 2008: Silber, Einzel Männer
- Park Kyung-oan, Baseball (0-0-1)
Sydney 2000: Bronze, Männer
- Park Mi-kum, Volleyball (0-0-1)
Montreal 1976: Bronze, Frauen
- Park Mi-young, Tischtennis (0-0-1)
Peking 2008: Bronze, Team Frauen
- Park Sang-young, Fechten (1-0-1)
Rio de Janeiro 2016: Gold, Degen Männer
Tokio 2020: Bronze, Degen Team Männer
- Park Sang-won, Fechten (1-0-0)
Paris 2024: Gold, Säbel Team Männer
- Park Seok-jin, Baseball (0-0-1)
Sydney 2000: Bronze, Männer
- Park Seung-hi, Shorttrack (2-0-3)
Vancouver 2010: Bronze, 1000 m Frauen
Vancouver 2010: Bronze, 1500 m Frauen
Sotschi 2014: Bronze, 500 m Frauen
Sotschi 2014: Gold, 1000 m Frauen
Sotschi 2014: Gold, 3000 m Staffel Frauen
- Park Si-hun, Boxen (1-0-0)
Seoul 1988: Gold, Halbmittelgewicht Männer
- Park Soon-ja, Hockey (0-1-0)
Seoul 1988: Silber, Frauen
- Park Sung-hyun, Bogenschießen (1-1-0)
Peking 2008: Gold, Team Frauen
Peking 2008: Silber, Einzel Frauen
- Park Sung-soo, Bogenschießen (3-1-0)
Seoul 1988: Gold, Team Männer
Seoul 1988: Silber, Einzel Männer
Athen 2004: Gold, Team Frauen
Athen 2004: Gold, Einzel Frauen
- Park Tae-hwan, Schwimmen (1-3-0)
Peking 2008: Silber, 200 m Freistil Männer
Peking 2008: Gold, 400 m Freistil Männer
London 2012: Silber, 200 m Freistil Männer
London 2012: Silber, 400 m Freistil Männer
- Park Tae-joon, Taekwondo (1-0-0)
Paris 2024: Gold, Fliegengewicht Männer
- Park Young-chul, Judo (0-0-1)
Montreal 1976: Bronze, Mittelgewicht Männer
- Park Young-dae, Handball (0-1-0)
Seoul 1988: Silber, Männer

### R
- Ra Kyung-min, Badminton (0-1-1)
Atlanta 1996: Silber, Mixed
Athen 2004: Bronze, Doppel Frauen
- Ryu Hyun-jin, Baseball (1-0-0)
Peking 2008: Gold, Männer
- Ryu Ji-hae, Tischtennis (0-0-2)
Atlanta 1996: Bronze, Doppel Frauen
Sydney 2000: Bronze, Doppel Frauen
- Ryu Seung-min, Tischtennis (1-1-1)
Athen 2004: Gold, Einzel Männer
Peking 2008: Bronze, Team Männer
London 2012: Silber, Team Männer

### S
- Sa Jae-hyouk, Gewichtheben (1-0-0)
Peking 2008: Gold, Mittelgewicht Männer
- Seo Ho-jin, Shorttrack (1-0-0)
Turin 2006: Gold, 1500 m Staffel Männer
- Seo Hyang-soon, Bogenschießen (1-0-0)
Los Angeles 1984: Gold, Einzel Frauen
- Seo Hyo-sun, Hockey (0-1-0)
Seoul 1988: Silber, Frauen
- Seo Ji-yeon, Fechten (0-0-1)
Tokio 2020: Bronze, Säbel Team Frauen
- Seo Jong-ho, Hockey (0-1-0)
Sydney 2000: Silber, Männer
- Seo Kwang-mi, Hockey (0-1-0)
Seoul 1988: Silber, Frauen
- Seo Whi-min, Shorttrack (0-1-0)
Peking 2022: Silber, 3000 m Staffel Frauen
- Seo Yi-ra, Shorttrack (0-0-1)
Pyeongchang 2018: Bronze, 1000 m Männer
- Seo Young-woo, Bobsport (0-0-1)
Pyeongchang 2018: Bronze, Vierer Männer
- Seong Seung-min, Moderner Fünfkampf (0-0-1)
Paris 2024: Bronze, Frauen
- Shim Eun-jung, Badminton (0-0-1)
Barcelona 1992: Bronze, Doppel Frauen
- Shim Jae-hong, Handball (0-1-0)
Seoul 1988: Silber, Männer
- Shim Suk-hee, Shorttrack (2-1-1)
Sotschi 2014: Bronze, 1000 m Frauen
Sotschi 2014: Silber, 1500 m Frauen
Sotschi 2014: Gold, 3000 m Staffel Frauen
Pyeongchang 2018: Gold, 3000 m Staffel Frauen
- Shin A-lam, Fechten (0-1-0)
London 2012: Silber, Degen Team Frauen
- Shin Jea-hwan, Turnen (1-0-0)
Tokio 2020: Gold, Sprung Männer
- Shin Joon-sup, Boxen (1-0-0)
Los Angeles 1984: Gold, Mittelgewicht Männer
- Shin Seung-chan, Badminton (0-0-1)
Rio de Janeiro 2016: Bronze, Doppel Frauen
- Shin Young-suk, Handball (0-1-0)
Seoul 1988: Silber, Männer
- Shin Yu-bin, Tischtennis (0-0-2)
Paris 2024: Bronze, Doppel Mixed
Paris 2024: Bronze, Team Frauen
- Shon Seung-mo, Badminton (0-1-0)
Athen 2004: Silber, Einzel Männer
- Sim Gwon-ho, Ringen (2-0-0)
Atlanta 1996: Gold, griechisch-römisch Papiergewicht Männer
Sydney 2000: Gold, griechisch-römisch Fliegengewicht Männer
- Sin Joon-sik, Taekwondo (0-1-0)
Sydney 2000: Silber, Federgewicht Männer
- Son Gab-do, Ringen (0-0-1)
Los Angeles 1984: Bronze, Freistil Papiergewicht Männer
- Son Mi-na, Handball (1-1-0)
Los Angeles 1984: Silber, Frauen
Seoul 1988: Gold, Frauen
- Son Min-han, Baseball (0-0-1)
Sydney 2000: Bronze, Männer
- Son Tae-jin, Taekwondo (1-0-0)
Peking 2008: Gold, Leichtgewicht Männer
- Song Dae-nam, Judo (1-0-0)
London 2012: Gold, Mittelgewicht Männer
- Song Hai-rim, Handball (0-0-1)
Peking 2008: Bronze, Frauen
- Song Jae-ho, Fechten (0-0-1)
Tokio 2020: Bronze, Degen Team Männer
- Song Jae-kun, Shorttrack (1-0-0)
Albertville 1992: Gold, 5000 m Staffel Männer
- Song Ji-hyun, Handball (1-0-0)
Seoul 1988: Gold, Frauen
- Song Jin-wao, Baseball (0-0-1)
Sydney 2000: Bronze, Männer
- Song Myeong-seob, Taekwondo (0-0-1)
Athen 2004: Bronze, Leichtgewicht Männer
- Song Se-ra, Fechten (0-1-0)
Tokio 2020: Silber, Degen Team Frauen
- Song Seung-jun, Baseball (1-0-0)
Peking 2008: Gold, Männer
- Song Seung-tae, Hockey (0-1-0)
Sydney 2000: Silber, Männer
- Song Suk-woo, Shorttrack (1-0-0)
Turin 2006: Gold, 1500 m Staffel Männer
- Song Sun-chun, Boxen (0-1-0)
Melbourne 1956: Silber, Bantamgewicht Männer
- Soon Yeo-kab, Schießen (1-0-0)
Barcelona 1992: Gold, Luftgewehr 10 m Frauen
- Suk Eun-mi, Tischtennis (0-1-0)
Athen 2004: Silber, Doppel Frauen
- Suk Min-hee, Handball (1-0-0)
Seoul 1988: Gold, Frauen
- Sung Jung-a, Basketball (0-1-0)
Los Angeles 1984: Silber, Frauen
- Sung Kyung-hwa, Handball (1-1-0)
Los Angeles 1984: Silber, Frauen
Seoul 1988: Gold, Frauen
- Sung Si-bak, Shorttrack (0-2-0)
Vancouver 2010: Silber, 500 m Männer
Vancouver 2010: Silber, 5000 m Staffel Männer

### W
- Wang Hee-kyung, Bogenschießen (1-1-0)
Seoul 1988: Gold, Team Frauen
Seoul 1988: Silber, Einzel Frauen
- Wang Ki-chun, Judo (0-1-0)
Peking 2008: Silber, Leichtgewicht Männer
- Won Hye-kyung, Shorttrack (2-0-1)
Lillehammer 1994: Gold, 3000 m Staffel Frauen
Nagano 1998: Gold, 3000 m Staffel Frauen
Nagano 1998: Bronze, 1000 m Frauen
- Won Woo-young, Fechten (1-0-0)
London 2012: Gold, Säbel Team Männer
- Won Yun-jong, Bobsport (0-0-1)
Pyeongchang 2018: Bronze, Vierer Männer
- Woo Hyun-jung, Hockey (0-1-0)
Atlanta 1996: Silber, Frauen
- Woo Sun-hee, Handball (0-1-0)
Sydney 2004: Silber, Frauen

### Y
- Yang Hak-seon, Turnen (1-0-0)
London 2012: Gold, Pferdsprung Männer
- Yang Hyun-mo, Ringen (0-1-0)
Atlanta 1996: Silber, Freistil Mittelgewicht Männer
- Yang Ji-in, Schießen (1-0-0)
Paris 2024: Gold, 25 m Sportpistole Frauen
- Yang Jung-mo, Ringen (1-0-0)
Montreal 1976: Gold, Freistil Federgewicht Männer
- Yang Tae-young, Turnen (0-0-1)
Athen 2004: Bronze, Einzelmehrkampf Männer
- Yang Young-ja, Tischtennis (1-0-0)
Seoul 1988: Gold, Doppel Frauen
- Yeo Hong-chul, Turnen (0-1-0)
Atlanta 1996: Silber, Pferdsprung Männer
- Yeo Seo-jeong, Turnen (0-0-1)
Tokio 2020: Bronze, Sprung Frauen
- Yeo Woon-kon, Hockey (0-1-0)
Sydney 2000: Silber, Männer
- Yoo Nam-kyu, Tischtennis (1-0-3)
Seoul 1988: Gold, Einzel Männer
Seoul 1988: Bronze, Doppel Männer
Barcelona 1992: Bronze, Doppel Männer
Atlanta 1996: Bronze, Doppel Männer
- Yoo Ok-ryul, Turnen (0-0-1)
Barcelona 1992: Bronze, Pferdsprung Männer
- Yoo Won-chul, Turnen (0-1-0)
Peking 2008: Silber, Barren Männer
- Yoo Yong-sung, Badminton (0-2-0)
Sydney 2000: Silber, Doppel Männer
Athen 2004: Gold, Doppel Männer
- Yoon Byung-soon, Handball (0-1-0)
Los Angeles 1984: Silber, Frauen
- Yoon Hyun, Judo (0-1-0)
Barcelona 1992: Silber, Superleichtgewicht Männer
- Yoon Hyun-ji, Judo (0-1-1)
Paris 2024: Bronze, Team Mixed
- Yoon Jae-young, Tischtennis (0-0-1)
Peking 2008: Bronze, Team Männer
- Yoon Ji-su, Fechten (0-1-1)
Tokio 2020: Bronze, Säbel Team Frauen
Paris 2024: Silber, Säbel Team Frauen
- Yoon Jin-hee, Gewichtheben (0-1-1)
Peking 2008: Silber, Federgewicht Frauen
Rio de Janeiro 2016: Bronze, Federgewicht Frauen
- Yoon Soo-kyung, Handball (0-1-0)
Los Angeles 1984: Silber, Frauen
- Yoon Suk-min, Baseball (1-0-0)
Peking 2008: Gold, Männer
- Yoon Tae-il, Handball (0-1-0)
Seoul 1988: Silber, Männer
- Yoon Young-nae, Volleyball (0-0-1)
Montreal 1976: Bronze, Frauen
- You In-tak, Ringen (1-0-0)
Los Angeles 1984: Gold, Freistil Leichtgewicht Männer
- You Jae-sook, Hockey (0-1-0)
Atlanta 1996: Silber, Frauen
- Yoon Hye-young, Bogenschießen (1-0-0)
Atlanta 1996: Gold, Team Frauen
- Yu Jung-hyae, Volleyball (0-0-1)
Montreal 1976: Bronze, Frauen
- Yu Kyung-hwa, Volleyball (0-0-1)
Montreal 1976: Bronze, Frauen
- Yun Mi-jin, Bogenschießen (3-0-0)
Sydney 2000: Gold, Einzel Frauen
Sydney 2000: Gold, Team Frauen
Athen 2004: Gold, Team Frauen
- Yun Ok-hee, Bogenschießen (1-0-1)
Peking 2008: Gold, Team Frauen
Peking 2008: Bronze, Einzel Frauen
- Yun Suk-young, Fußball (0-0-1)
London 2012: Bronze, Männer
- Yun Sung-bin, Skeleton (1-0-0)
Pyeongchang 2018: Gold, Männer
- Yun Young-sook, Bogenschießen (1-0-1)
Seoul 1988: Gold, Team Frauen
Seoul 1988: Bronze, Einzel Frauen